# Hesperapis rufipes
Hesperapis rufipes är en biart som först beskrevs av William Harris Ashmead 1899.  Hesperapis rufipes ingår i släktet Hesperapis och familjen sommarbin. Inga underarter finns listade i Catalogue of Life.